# Patrick Page
John Patrick Page (nacido el 27 de abril de 1962) es un actor, cantante de bajo y dramaturgo estadounidense. Él fue el primero en interpretar  los papeles de Norman Osborn / Green Goblin en el musical Spider-Man: Turn Off the Dark, El Grinch en Dr. Seuss' How the Grinch Stole Christmas! El Musical y Hades en Hadestown. También interpretó a Menenius en Coriolanus de Red Bull Theatre.

## Primeros años y educación
John Patrick Page nació en Spokane, Washington, y se crio principalmente en Monmouth, Oregón. Su padre, Robert Page, era profesor de teatro en la Western Oregon University (entonces llamada Oregon College of Education). El amor temprano de Page por Shakespeare se afianzó cuando su padre actuó con el Festival de Shakespeare de Oregón en Ashland, Oregón, en 1964-1965. Su madre, Geri, era administradora en la Universidad Estatal de Oregón. Patrick tiene dos hermanos, Robert y Michael, y una hermana, Gayle.[cita requerida]
En su adolescencia, desarrolló un interés por la magia y la ilusión. En 1978 ganó el Concurso de Escenario de la Asociación de Magos de la Costa del Pacífico y en 1979 fue elegido por la Hermandad Internacional de Magos como el Mago Adolescente Sobresaliente en la categoría de magia escénica.
Page asistió a Central High School en Independence, Oregón, donde se graduó en 1980. Durante la escuela secundaria, Page participó activamente no solo en teatro, sino también en torneos de oratoria y debate y se convirtió en la primera persona en ganar el título de campeonato nacional dos veces, como Orador del año de la Liga Nacional Forense en 1979 y 1980. A continuación, asistió al Conservatorio de Artes Escénicas del Pacífico. Luego se graduó cum laude de Whitman College en 1985 y fue elegido como orador de despedida de su clase. Durante su tiempo en Whitman, Page fue elegido dos veces como Orador Competitivo Destacado en la Nación por la Asociación Estadounidense de Medicina Forense, lo que llevó al equipo de Whitman a un segundo puesto general en las Nacionales.

## Carrera profesional
La carrera inicial de Page transcurrió principalmente en Utah y Oregón. Page pasó seis temporadas en el Festival de Shakespeare de Utah en Cedar City, convirtiéndose en Artista Residente y Director de Desarrollo, tiempo durante el cual ayudó a supervisar la creación del nuevo Teatro Randall L. Jones. Durante la temporada baja, actuó con frecuencia con Pioneer Theatre Company en Salt Lake City. Posteriormente, pasó varias temporadas en el Festival de Shakespeare de Oregón en Ashland, antes de expandirse a otros teatros regionales y finalmente mudarse a Nueva York.
Los créditos de Page en Broadway incluyen originar el papel de The Grinch en How the Grinch Stole Christmas! de Dr. Seuss., Scar en El Rey León, Lumière en La Bella y la Bestia de Disney en la Gira Nacional de EE. UU., Ebenezer Scrooge y Jacob Marley en Cuento de Navidad en el Madison Square Garden, Decius Brutus en Julius Caesar (frente a Denzel Washington ), y múltiples papeles en El ciclo de Kentucky. Su actuación como el rey Enrique VIII (junto a Frank Langella ) en la reposición de Broadway de A Man for All Seasons en 2008 fue nominada para el Outer Critics Award y elegida por The Wall Street Journal como una de las representaciones teatrales más destacadas de ese año.
Fuera de Broadway, se le ha visto en Ricardo II, Rex y La duquesa de Malfi. Page también es ampliamente reconocido como uno de los principales actores clásicos de Estados Unidos. Es Artista Afiliado de la Shakespeare Theatre Company en Washington D. C., y Artista Residente en el Old Globe Theatre en San Diego. Como miembro de la Compañía de Teatro de Shakespeare, él, junto con otros miembros de la compañía, recibió el Premio William Shakespeare de Teatro Clásico (Premio Will) en 2007. En 2006, Page recibió el premio Helen Hayes a la Mejor Interpretación Protagónica de un Actor por su interpretación de Iago en la producción de Michael Kahn de Otelo en el Teatro Shakespeare. El crítico del Washington Post, Peter Marks, citó a Iago de Page como una de las cinco representaciones estadounidenses destacadas de Shakespeare en su vida, junto con Stacy Keach, Liev Schreiber, Kevin Kline y Michael Hayden. Otras actuaciones de Page en STC incluyen el papel principal en Macbeth (junto a Kelly McGillis) y Claudius en Hamlet.
En el Old Globe Theatre de San Diego, la actuación de Page en el papel principal de Cyrano De Bergerac ganó los premios Craig Noel, San Diego Critics y Patte al actor principal destacado en una obra. También se le ha visto en el Globe como Malvolio en Twelfth Night, Pogo Poole en The Pleasure of His Company y Geoffrey Cordova en Dancing in the Dark (también conocida como The Band Wagon ), por la que también recibió el Premio Craig Noel. Page ha actuado en muchos de los principales teatros regionales de Estados Unidos. Sus actuaciones clásicas incluyen Cyrano, Sergius, Hamlet, Richard II, Richard III, Oberon, Henry V, Talbot, Pinch, Armado, Mercutio, Brutus, Antony, Dr. Caius, Autolycus, Pandarus, Brazen, Hortensio, Malvolio, Horatio, Claudius, Yago, Jaques, Macbeth y Benedick. Page también es dramaturgo. En 2004, su obra Swansong debutó en el Teatro Lucille Lortel White Barn en Norwalk, Connecticut, y fue nombrada una de las diez mejores obras del año por la Asociación Estadounidense de Críticos de Teatro. Más tarde se presentó en el Kennedy Center, la Seattle Shakespeare Company, y en el Off-Broadway en Theatre Row.
Page también es autor de los espectáculos individuales Passion's Slaves y Love Will, y coautor (con Doug Christensen y Larry Baker) de Nothing Like the Sun. Page fue autor de una popular adaptación teatral de A Christmas Carol. Page también es un profesor de actuación que ha trabajado en la Escuela de Graduados en Artes Tisch de la Universidad de Nueva York, el programa MFA del Old Globe, el programa MFA del Festival Shakespeare de Alabama, la Universidad del Sur de Utah y muchos otros. Ahora enseña de forma privada en la ciudad de Nueva York. Ha dirigido Macbeth, Romeo y Julieta, Sueño de una noche de verano, Medida por medida, Noche de Reyes y muchas más.
Page creó el doble papel de Norman Osborn y su alter ego, el Duende Verde, en el musical de rock de Broadway Spider-Man: Turn Off the Dark, de Julie Taymor, que se representó en el Teatro Foxwoods hasta enero de 2014. Estrenada en junio de 2011, contó con música y letras de Bono y The Edge. La actuación de Page recibió críticas positivas y fue citada como una de las principales razones para ver el programa. Por esta actuación, recibió una nominación al premio Drama Desk como actor destacado en un musical. Page dejó el programa el 5 de agosto de 2012 para protagonizar la nueva producción de Broadway de Cyrano De Bergerac, que tuvo un compromiso limitado de septiembre a noviembre de 2012. Su papel en Spider-Man fue asumido por Robert Cuccioli.
Page interpretó el papel principal en Coriolanus de Shakespeare Theatre Company de marzo a junio de 2013.
Page apareció en la producción de Broadway de A Time to Kill de John Grisham. La producción comenzó el 28 de septiembre de 2013 y se inauguró oficialmente el 20 de octubre de 2013. Apareció en la nueva obra Casa Valentina, que se estrenó en Broadway en abril de 2014.  Creó el papel de Frollo en el estreno estadounidense de El jorobado de Notre Dame, hizo su debut en Shakespeare in the Park en Cymbeline, y en el otoño de 2015 interpretó a Adult Men in the Spring Awakening revival producido por Deaf West y dirigido por su El jorobado coprotagonista Michael Arden.
Page interpretó a Hades en producciones de Hadestown en el New York Theatre Workshop, en el Citadel Theatre de Edmonton, y en el Royal National Theatre de Londres. Repitió el papel en Broadway en el Walter Kerr Theatre a partir de marzo de 2019, recibiendo una nominación al premio Tony al mejor actor destacado en un musical. El papel presenta a Page cantando tan bajo como un G1, que es una de las notas más bajas que se pueden tocar en un piano.

## Vida personal
Estuvo casado con la actriz Liisa Ivary de 1989 a 1991. En 2001, se casó con la actriz y personalidad televisiva Paige Davis ( Trading Spaces de TLC, Chicago de Broadway y Boeing-Boeing ). Los Page dijeron en 2009: "Hemos sido pareja durante 14 años y estamos casados durante ocho de ellos..."
Ha sido un defensor abierto de la concientización sobre la salud mental y ha hablado públicamente sobre su experiencia de por vida con depresión profunda, que ahora maneja con medicamentos: "Me tomó mucho tiempo tomar mis medicamentos correctamente. Me han diagnosticado de diversas formas un trastorno de ansiedad, un trastorno bipolar, un trastorno depresivo, lo que sea. Se necesita una vigilancia constante para mantenerse al día con mis niveles furtivos de serotonina. Y, revelación completa, hubo años de abuso de sustancias peligrosas mientras intentaba automedicar mis síntomas".

## Filmografía

### Película
| Año  | Título                 | Rol               | Notas             |
| ---- | ---------------------- | ----------------- | ----------------- |
| 1996 | La sustancia del fuego | Sr. McCormack Jr. |                   |
| 2014 | Afluenza               | Jack Goodman      |                   |
| 2015 | Soy Michael            | maestro de biblia |                   |
| 2015 | La cola de un guerrero | Elza (voz)        | doblaje en inglés |
| 2021 | En las alturas         | Lucio Phillips    |                   |
| 2022 | Spirited               | Jacob Marley      |                   |

### Televisión
| Año  | Título                            | Rol                          | notas                                                      |
| ---- | --------------------------------- | ---------------------------- | ---------------------------------------------------------- |
| 1989 | El Libro de Mormón animado        | Rey Lamoni (voz)             | Episodio: "Amón, misionero de los lamanitas"               |
| 1991 | Clásicos de héroes animados       | Bosco (voz)                  | Episodio: "Cristóbal Colón"                                |
| 2007 | Law & Order: Special Victims Unit | Jack Rexton                  | Episodio: "Daño"                                           |
| 2011 | Late Night with David Letterman   | Duende Verde (sin acreditar) | Episodio: "Bono & The Edge/Spider-Man: Apaga la oscuridad" |
| 2012 | The Good Wife                     | Panadero Horton              | Episodio: "Después de la caída"                            |
| 2015 | Flesh and Bone                    | Serguéi Zelenkov             | Miniseries; 6 episodios                                    |
| 2015 | Elemental                         | Jonathan Flower              | 2 episodios                                                |
| 2016 | Law & Order: Special Victims Unit | René Le Bron                 | Episodio: "Los zorzales (n.º 53)"                          |
| 2017 | Chicago P.D.                      | Calvin Huntley               | Episodio: "Un poco de luz"                                 |
| 2017 | Madam Secretary                   | Reverendo Slattery           | 3 episodios                                                |
| 2018 | NCIS: New Orleans                 | General Stanley Parker       | Episodio: "Bienvenido a la jungla"                         |
| 2020 | Evil                              | Padre Lucas                  | Episodio: "Libro 27"                                       |
| 2020 | Law & Order: Special Victims Unit | Alistair Woodford            | Episodio: "Baile, mentiras y cintas de video"              |
| 2022 | The Gilded Age                    | Ricardo Arcilla              |                                                            |
| 2024 | Helluva Boss                      | Satan                        |                                                            |

### Podcasts
| Año     | Título              | Rol de voz      | Ref.   |
| ------- | ------------------- | --------------- | ------ |
| 2020    | Yo no sabía         | Dr. carretillas | [ 20 ] |
| 2020-21 | en bosques extraños | Aullido         | [ 21 ] |

## Premios y nominaciones
Page ha recibido una variedad de premios y reconocimientos a lo largo de su carrera, incluyendo un premio Grammy, un premio Helen Hayes, un premio Princess Grace, un premio Emery Battis, la Medalla del Gobernador de Utah para las Artes, el premio Whitman College Young Alumni Award, el premio Craig Noel Award y el Joseph Jefferson Award, además de haber recibido una nominación al premio Tony.
| Año  | Premio                                                           | Categoría                                         | Obra                                | Resultado |
| ---- | ---------------------------------------------------------------- | ------------------------------------------------- | ----------------------------------- | --------- |
| 2009 | Premio del Círculo de Críticos Externos                          | Mejor actor destacado en una obra de teatro       | Un hombre para todas las estaciones | Nominado  |
| 2012 | Premio Drama Desk                                                | Mejor actor destacado en un musical               | Spider-Man: apaga la oscuridad      | Nominado  |
| 2012 | Premio del Círculo de Críticos Externos                          | Mejor actor destacado en un musical               | Spider-Man: apaga la oscuridad      | Nominado  |
| 2014 | Premio Craig Noel del Círculo de Críticos de Teatro de San Diego | Mejor actuación masculina destacada en un musical | El jorobado de Notre Dame           | Ganador   |
| 2017 | Premio Lucille Lortel                                            | Mejor actor en un musical                         | Hadestown                           | Nominado  |
| 2019 | Premio Tony                                                      | Mejor actor destacado en un musical               | Hadestown                           | Nominado  |
| 2020 | premio Grammy                                                    | Mejor álbum de teatro musical                     | Hadestown                           | Ganador   |